# Agnetha Fältskog
Agnetha Fältskog (phát âm tiếng Thụy Điển: [aŋˈneː.ˈta ˈfɛlt.ˈskuːɡ], sinh 5 tháng 4 năm 1950) là một nghệ sĩ thu âm người Thụy Điển. Bà từng đạt được thành công ở Thụy Điển sau khi phát hành album đầu tay của bà Agnetha Fältskog vào năm 1968, và trở thành siêu sao quốc tế khi tham gia vào nhóm nhạc ABBA, với số đĩa đã bán được là hơn 370 triệu album và đĩa đơn trên toàn thế giới, đưa bà trở thành một trong những nghệ sĩ của làng âm nhạc có số đĩa bán chạy nhất trong lịch sử và xếp vị trí thứ 2 hoặc 3 trong những ban nhạc có số đĩa bán chạy nhất trong lịch sử.
Kể từ khi rời khỏi ABBA, Fältskog vẫn tiếp tục gặt hái được thành công trong vai trò là một nghệ sĩ solo, mặc dù xen kẽ vào đó có những khoảng thời gian bà ngừng hoạt động.